# Język alutiik
Język alutiik (alutiiq), także: jupik pacyficzny, sugpiacki (sugpiaq), sugcestun, suk-eskimoski – język należący do grupy jupik w obrębie eskimoskiej rodziny językowej.
W 2020 r. biegle mówiło nim 80 osób. Posługują się nim wyłącznie przedstawiciele starszego pokolenia. Dzieli się na dwa dialekty: koniag (zachodni) i chugach (wschodni). Nazwy „Koniag” i „Chugach” odnoszą się kolejno do mieszkańców wysp Kodiak i Zatoki Księcia Williama. Nazwa Alutiik to lokalna forma wyrazu Aleut, a „Sugpiaq” znaczy tyle, co „prawdziwa osoba”.
Istnieją materiały szkolne poświęcone temu językowi (słownik i gramatyka), opracowane przez Alaska Native Language Center.